# Unternehmen Lüttich
Luftkrieg · Seekrieg
Neptune · Caen · Carentan · Cherbourg · Saint-Lô · Cobra · Bretagne · Lüttich · Falaise · Paris
Unternehmen Lüttich war der Deckname einer deutschen Militäroperation zum Gegenangriff im Rahmen der Schlacht in der Normandie mit dem Ziel, aus dem Raum Mortain auf Avranches vorzustoßen und so die in der Operation Cobra aus dem Landungskopf ausgebrochenen US-Einheiten abzuschneiden. Er fand vom 7. bis 13. August 1944 in der Normandie statt und endete mit einem alliierten Abwehrerfolg, der schließlich zum Kessel von Falaise führte.

## Planung
Der deutsche Plan sah vor, mit der 7. Armee die Linie der Alliierten im südlichen Bereich der Cotentin-Halbinsel zu durchbrechen sowie die amerikanischen Einheiten abzuschneiden und aufzureiben. Die Anweisung Hitlers dazu erreichte den OB West, Generalfeldmarschall Günther von Kluge, am 2. August. Von Kluge erklärte später, dass er den vorgelegten Plan für zu grandios und unmöglich in der Ausführung hielt; im Moment der Übergabe war er jedoch durchaus von ihm angetan.
Hitler autorisierte von Kluge, seine Frontlinie im Westen und Osten leicht zu verkürzen und Kräfte von dort sowie von Caen in das Gebiet von Sourdeval zu verlegen, um den Gegenangriff vorzubereiten. Auch aus dem Gebiet des Départements Pas-de-Calais wurden Einheiten abgezogen, da dort nun eine weitere Invasion für unwahrscheinlich gehalten wurde. Die deutschen Einheiten schlossen am 3. August eine Lücke, die sich zwischen der Panzergruppe West und der 7. Armee geöffnet hatte. So stabilisierten sie den Frontverlauf im Nordwesten und Westen und errichteten eine Sicherheitslinie im Süden. Von Kluge entschied, die Attacke am Ende der ersten Augustwoche zu beginnen, auch wenn die Truppenzusammenstellung noch nicht beendet sein sollte. Hitler war darüber leicht verärgert und bestand auf einer Verschiebung, bis die Truppen vollständig versammelt wären. Zudem befahl er General Heinrich Eberbach, den Angriff zu leiten. Von Kluge meinte aber, dass es unmöglich sei, den Angriff weiter zu verzögern und dazu noch die Angriffsleitung zu ändern. In letzter Minute gab Hitler dann doch seine Zustimmung und verlangte, dass die beiden Kommandeure direkt nach dem Angriff ihre Posten zu tauschen hätten. Um dies zu überprüfen, sandte er General Walter Buhle von Berlin in das Hauptquartier des Oberbefehlshabers West, der ihm Bericht erstatten sollte.

„Die deutschen Vorbereitungen blieben der interalliierten Luftaufklärung nicht verborgen, und Bradley rüstete sich rechtzeitig, dem Stoß zu begegnen.
Er entwickelte auf einer Front von 18 Meilen zwischen Vire, St.Pois und Mortain 5 Infanterie-Divisionen mit 2 Panzer-Kampfkommandos in Reserve und hielt 3 der Divisionen Pattons westlich von Mortain rund um St. Hilaire in der Tiefe bereit. (...) Am 6. August (...) nahmen die Amerikaner Vire und überrannten einen Abschnitt der Ausgangsbasis, die die Deutschen östlich von St. Pois zu der Offensive gewählt hatten.“

## Verlauf

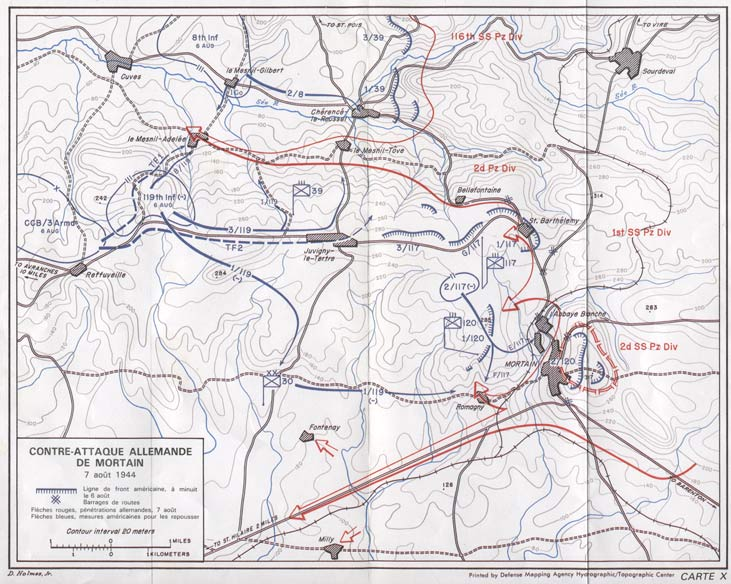
Karte der Schlacht

Am späten Nachmittag des 6. August gab von Kluge den Befehl, den Angriff zu beginnen.

„Im Schutze der Dunkelheit brach die 2. Panzer-Division zwischen Mortain und Sourdeval durch und konnte sieben Meilen auf Avranches vorstoßen, ehe sie von einem Kampfkommando der 3. (US-)Panzer-Division zum Stehen gebracht wurde. Südlich davon nahmen die Deutschen Mortain wieder, konnten aber den Erfolg nicht ausnutzen, weil die amerikanische 30. Division die wichtigsten Höhen westlich und nordwestlich zäh hielt. Am andern Flügel (2. SS-Panzer-Division) gewann der Angriff überhaupt keinen Boden, obwohl dichter Morgennebel (am 7. August) die Deutschen begünstigte.“

Gegen Mittag griffen dann die alliierten Lufteinheiten ein und brachten den Vormarsch endgültig zum Stoppen. Eine Luftunterstützung auf deutscher Seite war nicht möglich.
Nachdem Bradley die direkte Bedrohung von Avranches vereitelt hatte, verstärkte er den Druck auf die deutsche Südflanke: Noch am 7. August rückte ein Kampfkommando der 2nd US-Armored Division von St. Hilaire über Barenton und griff am nächsten Morgen die Deutschen bei Mortain im Rücken an.

„Weit alarmierender für v. Kluge war jedoch die tiefe Überflügelungsbewegung, die die 3. Armee am 8. August nach Süden bis Angers und ostwärts bis Le Mans ausführte. Die Deutschen in der Normandie waren jetzt in äusserster Gefahr, eingeschlossen zu werden. [...] Als es höchste Zeit war, sie (die deutschen Armeen) an die Seine zurückzunehmen, trieb Hitler sie nach Westen in die Vernichtung“

Mittlerweile hatte die britische 43rd Division im Norden des deutschen Angriffsraumes den Mt. Picon erobert und die kanadische 1st Army hatte weit im Rückraum in der Nacht zum 8. August einen Angriff von Caen nach Falaise unternommen (→ Operation Totalize). Dennoch erneuerte Hitler am Abend des 8. August den Angriffsbefehl.

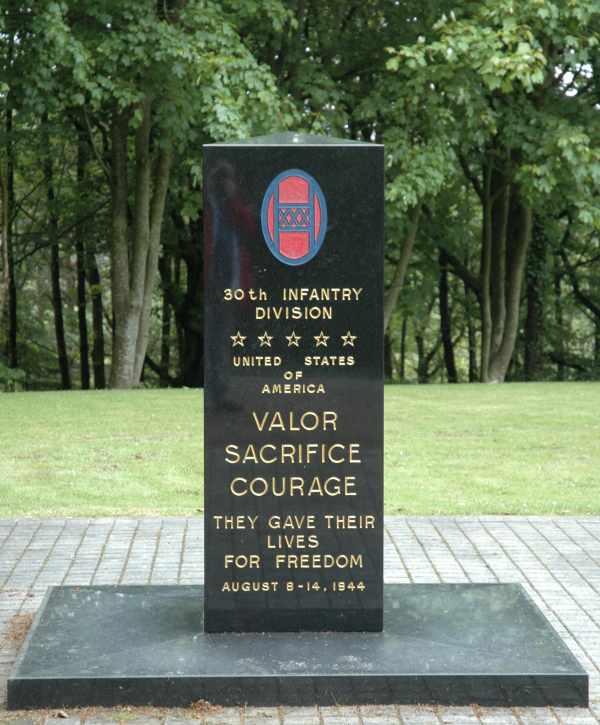
Gedenkstätte bei Mortain

Ebenfalls am 8. August trafen sich Eisenhower und Bradley in der Normandie. Dabei waren sie sich der Möglichkeit bewusst, die deutschen Streitkräfte durch eine Wende der bis Le Mans vorgedrungenen amerikanischen 12th Army Group nach Norden in Richtung Alençon in Verbindung mit den von Norden herab nach Falaise angreifenden verbündeten Truppen einzuschließen.
Am 10. August gingen vier Divisionen Pattons gegen Alençon vor, das Versorgungszentrum der 7. Armee.
Kluge wusste, dass er der Bedrohung nur entgehen konnte, wenn er die Angriffstruppen zurückzog, „womit er die Basis für die von Hitler befohlene Offensive gegen Avranches aufgab. Einen solchen Rückzug vorzuschlagen, wäre Torheit gewesen, hätte doch Hitler schon den bloßen Vorschlag als Sabotage aufgefaßt.“
Am 11. August fiel der Angriffsraum Mortain wieder an die Amerikaner und Sourdeval war bedroht. Am Nachmittag meldete von Kluge ins Führerhauptquartier, dass „der Angriff Richtung Avranches [...] nicht mehr durchführbar sei.“
Hitler ermächtigte Kluge nun zu einem Rückzug, befahl aber „nach einem Erfolg gegen das amerikanische XV. US-Corps den Angriff gegen das Meer nach Westen notfalls über Mayenne oder nördlich wiederaufzunehmen.“
Ehe von Kluge handeln konnte, nahmen die Amerikaner am 12. August Alençon und standen trotz des Einsatzes der für die neue Offensive vorgesehenen deutschen Truppen am Abend des 13. August bei Argentan. „Zwar befand sich die Stadt noch in deutscher Hand, aber die Lücke zwischen der Nord- (Falaise) und der Südkante der Falle betrug keine 20 Meilen mehr“. Das Unternehmen Lüttich war zu Ende und der Kessel von Falaise begann sich zu bilden.
Der Schuldige war bald gefunden:

„Feldmarschall Kluge“, so sagte Hitler, „wollte die ganze Westarmee planmäßig in eine Kapitulation hineinführen und selber zum Gegner übergehen ...“
Kluge beging am 19. August 1944 Suizid.